# De feu et de glace
Pour plus de détails, voir Fiche technique et Distribution.
De feu et de glace est un téléfilm français réalisé par Joyce Buñuel, diffusé le 8 novembre 2008 sur la télévision suisse romande, le 17 novembre 2008 en Belgique, le 20 avril 2009, et le 21 décembre 2011 sur TF1. Celui-ci est sorti en DVD le 7 mai 2009.

## Synopsis
Jeune patineuse artistique prometteuse concourant aux championnats de France, Alexia se blesse lors d'une compétition, ce qui met fin à sa carrière. La jeune femme désespérée se perd dans le milieu des nuits parisiennes. Elle croise alors la route de Jacques Rocaille, un entraîneur de seconde zone qui croit encore en elle. Alexia se trouve donc confrontée à un choix risqué : reprendre le chemin de l'entraînement au risque d'échouer et de devenir la risée des médias, ou continuer à se perdre dans une vie dépourvue de sens

## Informations
- Le tournage a commencé le 24 juin et s'est terminé le 28 juillet 2008[5].
- Le titre original du téléfilm devait être Second Souffle[6].
- Le rôle du personnage principal est tenu par la chanteuse Lorie qui apparaitra sous le pseudonyme de Lorie Pester au générique du film, c'est son tout premier rôle en tant qu'actrice.

### Premières diffusions
| Pays     | Chaîne diffusant | Date de diffusion | Audiences           |
| -------- | ---------------- | ----------------- | ------------------- |
| Suisse   | TSR1             | 8 novembre 2008   | —                   |
| Belgique | La Une           | 17 novembre 2008  | 310 430 (17,4 %)    |
| France   | TF1              | 20 avril 2009     | 6 333 000 (24,9 %), |

Lors de la diffusion en Belgique sur La Une le 17 novembre 2008, le téléfilm réalise 17,4 % de la part d'audience avec 310 430 spectateurs, il arrive ainsi 2e des audiences.
En France, le téléfilm est arrivé en tête des audiences, avec 6 333 000 téléspectateurs. Les parts d'audience ont atteint 24,9 % sur les quatre ans et plus et 30,3 % sur les ménagères de moins de cinquante ans.

## Fiche technique
- Titre : De feu et de glace
- Titre original : Second Souffle
- Réalisation : Joyce Buñuel
- Auteur : Audrey Diwan et François Aramburu
- Montage : Jean-Daniel Fernandez-Qundez
- Scénario, adaptation et dialogues : Audrey Diwan, Pascal Fontanille et Jean-Carol Larrivé
- Costumes : Christine Jacquin
- Décors : Jean Bauer
- Directeur de la photographie Thierry Schwartz
- Société de production : TF1
- Pays d'origine :  France
- Langue : français
- Genre : Film dramatique
- Durée : 90 minutes
- Dates de diffusion : 8 novembre 2008 ( Suisse), 17 novembre 2008 ( Belgique), 20 avril 2009 ( France), 8 février 2011 ( France), 4 novembre 2011 ( Suisse), 21 décembre 2011( France)
- Date de sortie du DVD : 7 mai 2009

## Distribution
- Lorie Pester : Alexia Moreno
- Christophe Malavoy : Jacques Rocaille
- Nadia Fossier : Valérie Moreno
- Annie Grégorio : Viviane
- Christian Rauth : Marc
- Linda Bouhenni : Sarah
- Olivier Benard : Malik
- Anne-Sophie Calvez (doublure de Lorie Pester)
- Candice Didier (doublure pour les autres scènes de patinage)